# Bytyńcy
Bytyńcy, Byteńcy, Beteńcy – według Geografa Bawarskiego Bethenici, w Chronicon Moissiacense zaś Bethenzi – plemię słowiańskie z grupy plemion połabskich. Należało do związku obodryckiego. Zamieszkiwało wschodni brzeg dolnej Łaby, tereny obecnej Meklemburgii. Sąsiadowało od północy z Glinianami, od południa ze Smolińcami. W źródłach historycznych pojawia się w 811 roku w związku z wyprawą Karola Wielkiego. Podbite w IX -X wieku. Po raz ostatni wymienione w Geografie Bawarskim w IX wieku.